# گمینا زویژن
گمینا زویژن (به لهستانی:  Gmina Zwierzyn) یک گمینا در لهستان است که در شهرستان ستژلتس-درزدنکو واقع شده‌است. گمینا زویژن ۱۰۰٫۹۸ کیلومتر مربع مساحت و ۴٬۴۶۰ نفر جمعیت دارد.